# George Spencer-Churchill, 8.º Duque de Marlborough
George Charles Spencer-Churchill, 8.º Duque de Marlborough (13 de maio de 1844 — Palácio de Blenheim, 9 de novembro de 1892) foi o filho mais velho de John Spencer-Churchill, 7.º Duque de Marlborough e de sua esposa Frances Anne Spencer-Churchill, Duquesa de Marlborough.

## Biografia
Ele foi educado, de 1857 até 1860, em Eton College, Londres, e mais tarde se juntou ao exército, ganhando o posto de tenente em 1863, a serviço do regimento Royal Horse Guards.
Em 8 de novembro de 1869, no Palácio de Westminster, ele desposou Lady Albertha Frances Anne Hamilton, uma filha de James Hamilton, 1.º Duque de Abercorn. O casamento foi anulado, em 20 de novembro de 1883, logo depois que George herdou o Ducado de Marlborough de seu pai. Embora a nova duquesa fosse tecnicamente Albertha, Duquesa de Marlborough depois do divórcio, ela preferia usar o título que deteve durante a maior parte de seu casamento, Albertha, Marquesa de Blandford. Eles tiveram quatro filhos:
- Lady Frances Louisa Spencer-Churchill (1870–1954), casou-se com Sir Robert Gresley.
- Charles Richard John Spencer-Churchill, 9.º Duque de Marlborough (1871–1934)
- Lady Lillian Maud Spencer-Churchill (1873–1951), casou-se com o Coronel Cecil Grenfell.
- Lady Norah Beatrice Henriette Spencer-Churchill (1875–1946), casou-se com Francis Bradley-Birt.

O oitavo Duque de Marlborough casou-se com Jane Lilian Warren Hamersley, viúva de Louis Carré Hamersley, um milionário do setor imobiliário de Nova York. O casamento civil ocorreu em 29 de junho de 1888, na Prefeitura de Nova York, sendo oficializado pelo então prefeito, Abram Stevens Hewitt. George Spencer-Churchill morreu aos quarenta e oito anos em 1892, no Palácio de Blenheim.